# 907 Rhoda
907 Rhoda
907 Rhoda là một tiểu hành tinh bay quanh Mặt Trời.